# Brucea macrophylla
Brucea macrophylla är en bittervedsväxtart som beskrevs av Oliver. Brucea macrophylla ingår i släktet Brucea och familjen bittervedsväxter. Inga underarter finns listade i Catalogue of Life.